# Местна зона за отдих
Местна зона за отдих е зона в близост до големи градове или агломерации, която обикновено е незастроена или слабо застроена и е известна с важността си за отдиха и развлеченията на населението.
Примери за местни зони за отдих са гори, езерни райони, паркове или спортни зони. Плажовете или крайбрежните алеи с най-свободен достъп до морето също често са важни местни зони за отдих за градското население. Някои местни зони за отдих са със статут на природни резервати.
Дори едно малко езеро за къпане, биотоп или съоръжение на Кнайп в околността могат да изпълняват функцията на местна зона за отдих за градски регион.
Зоните за отдих, които служат на туризма, както и на местния водосборен район, могат да бъдат и място за почивка.